# Scheibenrad

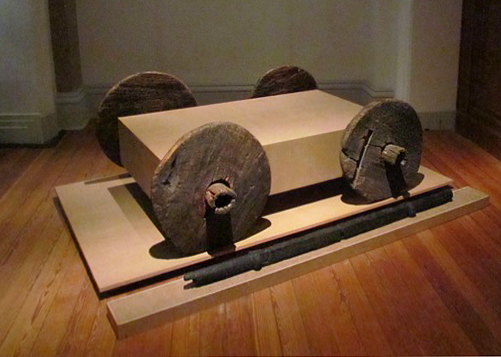
Die vier Scheibenräder von Glum

Scheibenräder sind die älteste Form des Rades, das zuerst bei Fahrzeugen angewandt wurde. Sie bestehen aus einer geschlossenen Radscheibe, die mit einer Lauffläche und einer Achsaufnahme versehen ist. Im Vergleich zu einem Speichenrad ist ein Vollrad aus gleichartigem Material weniger elastisch und kann Stöße weniger gut abfedern.

## Anwendung

### Landfahrzeuge

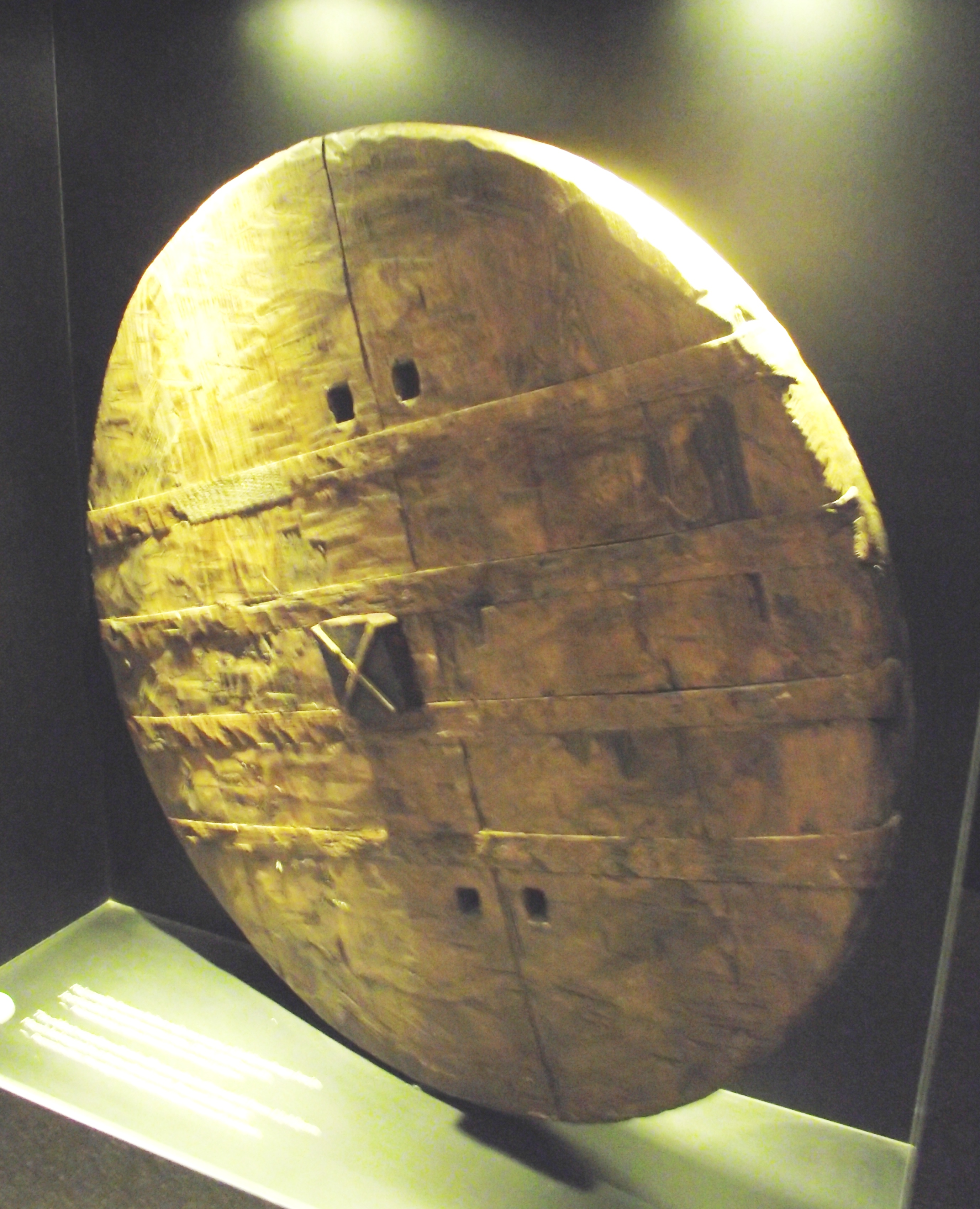
Scheibenrad aus Holz, Stare gmajne, Laibacher Moor, (Slowenien)

Scheibenräder wurden seit der späten Jungsteinzeit aus mehreren Brettern zusammengesetzt. Exemplare aus dieser Zeit haben sich meist nur unter Luftabschluss in Seen und Mooren erhalten. Die endneolithischen Scheibenräder von Gnarrenburg wurden in den untersten Schichten des Teufelsmoores gefunden. Die vier Scheibenräder von Glum stammen aus der frühen Bronzezeit. Das Rad von Stare gmajne aus der Badener Kultur kommt aus dem Laibacher Moor in Slowenien.
Nach Winfried Reinhardt wird das Vollrad in Europa ab etwa 2000 v. Chr. vom Speichenrad verdrängt, das im Vergleich zum Vollrad neben der größeren Elastizität den Vorteil bringt, breitere Laufflächen zu besitzen, ohne dass das Volumen und das Gewicht des Rades zunehmen.
In Westafrika wurden hölzerne Scheibenräder noch im 19. Jahrhundert für schwere Fahrzeuge wie Kanonen verwendet. Gustav Nachtigall konnte solche 1870 in Kukawa, der Hauptstadt von Borno, beobachten. Die Gefährte wurden von zwei „melancholischen“ Maultieren gezogen. In Anatolien waren Wagen mit hölzernen Scheibenrädern noch bis in die 1980er Jahre in Gebrauch.

### Eisenbahn

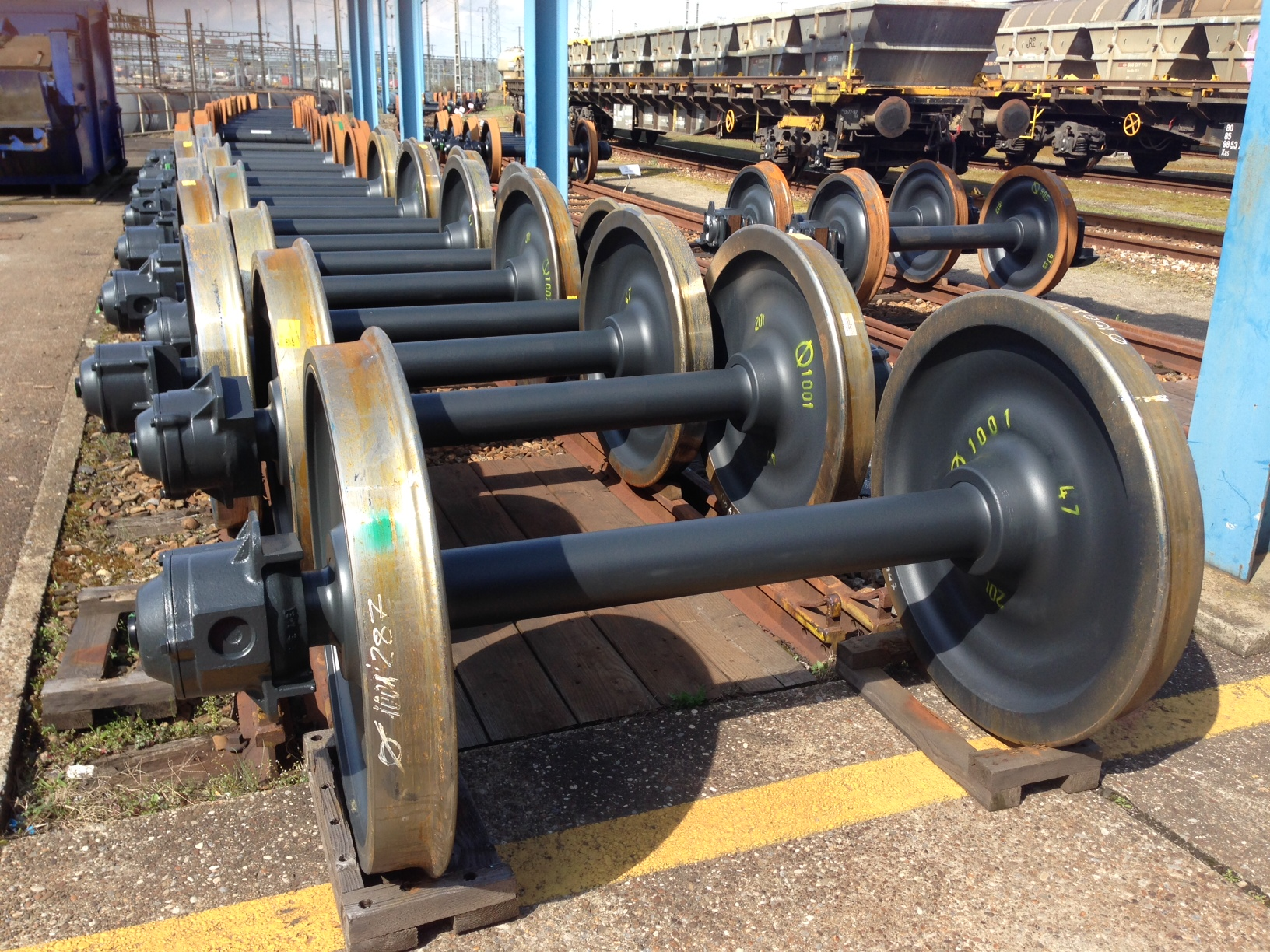
Radsätze für Güterwagen mit Vollrädern

Im Gegensatz zu den Straßenfahrzeugen war bei der Eisenbahn am Anfang das Speichenrad die Norm. Die Einführung von Scheiben- oder Vollrädern begann erst nach dem Zweiten Weltkrieg bei Reisezugwagen, bei Lokomotiven ab den 1990er Jahren. Die notwendige Elastizität von Vollrädern für den Eisenbahnbetrieb wird durch eine S-förmige oder gewellte Formgebung der Radscheibe erreicht. Heute werden die meisten Räder ohne Radreifen aus einem Stück hergestellt. Eine unterschiedliche Wärmebehandlung von Radkörper und Lauffläche ermöglicht die Ausbildung einer zähen Radscheibe mit einer harten verschleißresistenten Lauffläche.

### Fahrräder

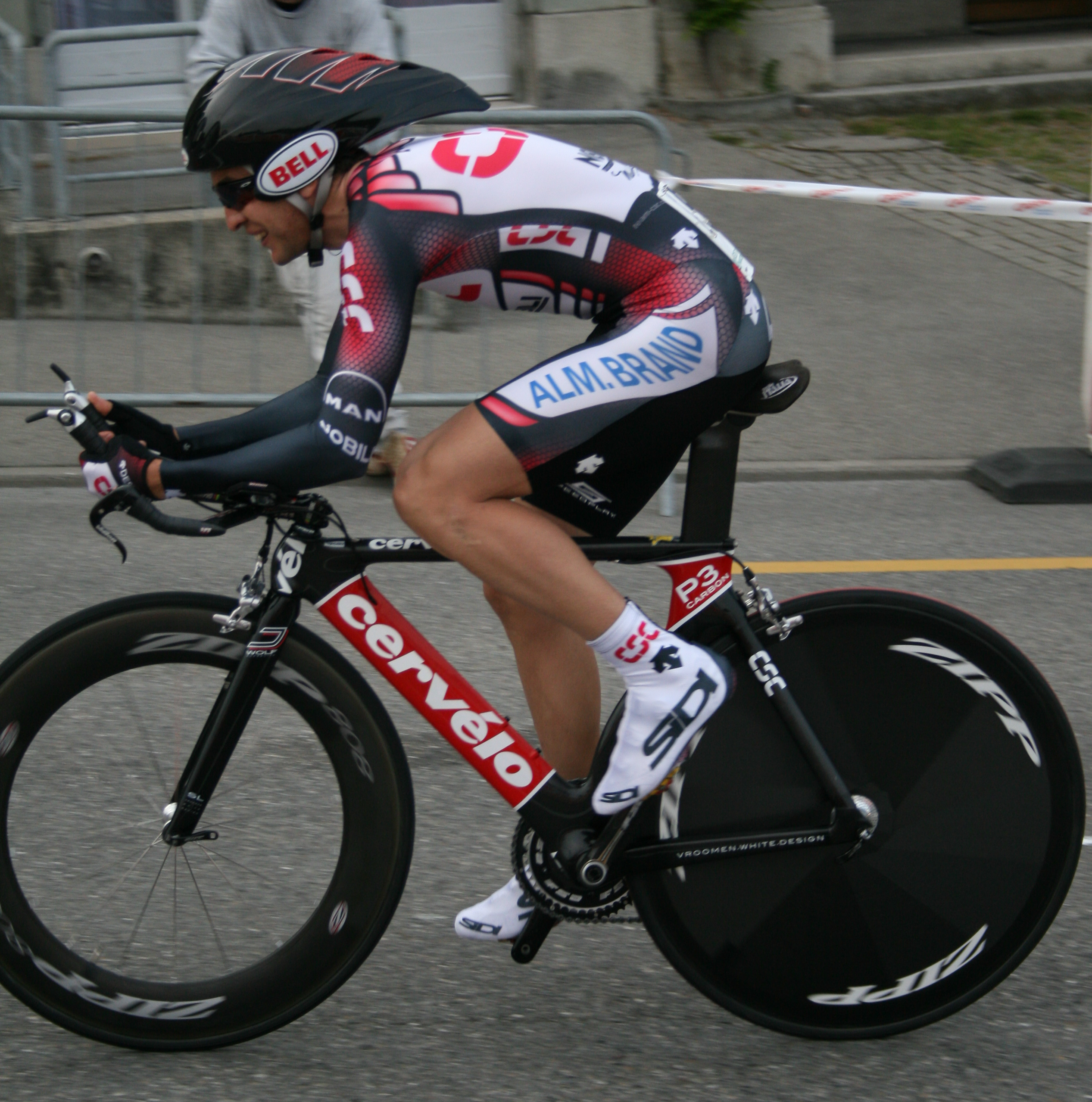
Rennrad mit Scheibenrad

Speziell für das Zeitfahren und für den Bahnradsport werden Scheibenräder angefertigt. Diese verringern den Luftwiderstand und reduzieren Verwirbelungen.